# Asociación de Docentes de Informática y Computación de la República Argentina
La Asociación de Docentes de Informática y Computación de la República Argentina (ADICRA) es una organización de la sociedad civil de Argentina, que agrupa a docentes de Informática, computación y afines. Su fecha de constitución fue el 7 de noviembre del 2015.
Se caracteriza por impulsar una reforma educativa que incluya la Informática como un espacio curricular específico en todos los niveles educativos obligatorios de la Argentina Su evento más importante es el Foro Adicra, que ha contado con la colaboración de la Fundación Sadosky